# Rio Gologan (Olt)
O Rio Gologan (Olt) é um rio da Romênia, afluente do Olt, localizado no distrito de Dolj,
Olt.